# Beldemónio
Beldemónio, pseudónimo de Eduardo Lobo Correia de Barros (Gouveia, 10 de dezembro de 1857 — Lisboa, 18 de dezembro de 1893) foi um cronista, contista, jornalista e tradutor português.

## Biografia
Filho de Vitorino Lobo Correia de Barros ‐ "dono de uma
hospedaria e habilíssimo artista de latoaria"  ‐ e de Constança de Jesus. Aqui passa a infância e escreve, um dia, na casa que forma um triângulo ladeado por três ruas (onde se encontra actualmente instalada, no primeiro andar, a Biblioteca Vergílio Ferreira) o seu primeiro artigo jornalístico para o Campeão das Províncias. 
De 1868 a 1871 frequenta o Seminário e o liceu de Coimbra, respectivamente. Terminado o ensino liceal, dá aulas em Gouveia e no Porto, entre os anos de 1872 e 1873. Na cidade de Garrett faz, em 1876, a sua estreia no jornalismo, entrando para a redacção do regenerador "Jornal da Manhã", de Mota Ribeiro. Daqui passa para o então recém‐criado "O Comércio Português",
traduzindo um texto de Alphonse Karr, o mestre dos folhetinistas portugueses do seu tempo e dele próprio.

## Jornalismo e obras
Nos anos de 1877 a 1878, faz‐se comparsa no Teatro Baquet, do Porto e, num curta passagem por Lisboa, participa nos trabalhos preparatórios do "Dicionário Contemporâneo" de Caldas Aulete.
No ano a seguir, regressa ao Porto e ao "Jornal da Manhã", onde fará profissão de fé, durante cerca de nove meses, no Partido Regenerador de Fontes Pereira de Melo. 
Ainda no ano de 1879, publica a sua primeira revista, "As Vespas", da qual sairá apenas um único número, a 12 de Outubro. Em 1880 publica a revista "Vespas", sendo os dois primeiros números editados pelo célebre Ernesto Chardron, enquanto o terceiro e último, sai dos prelos da Tipografia de António José da Silva Teixeira em edição do Autor. Em finais de Maio desse ano, Sebastião Sanhudo convida-o para director literário do seminário humorístico "O Sorvete", sendo exonerado dois meses depois do mesmo. Ainda no Porto, colabora em diversos periódicos, tais como "O Primeiro de Janeiro", "O Dez de Março", "A Actualidade", Vespas, do qual foi diretor  (1880) entre outros. 
Em 1881 começa a colaborar no lisboeta "Diário Ilustrado" de Pedro Correia e passa a residir na capital. Aqui nascerá, no mês de Setembro, o seu primeiro grande projecto jornalístico, "O Mandarim". É ainda o tempo do republicano Barros Lobo. Um processo
do Conselheiro Arrobas – do qual o seu redactor principal sairá ilibado ‐, faz encerrar este diário, dois meses após o seu número de estreia. No ano seguinte colabora n’ "A Folha Nova" (Porto) e em 1883 surge uma nova série de "O Mandarim" (2 números).
O biénio 1884-1885 é fértil em polémicas, tendo como adversários "O Imparcial de Coimbra" (1884) ‐ sobre um plebiscito literário criado pelo futuro grande amigo Trindade Coelho ‐, e Mariano Pina (1885) ‐ este respeitante aos direitos de tradução, efectuada por Beldemónio, do romance "Germinal", de Zola, obra-prima do escritor naturalista francês ainda hoje disponível nas boas livrarias do país.
"O Arauto" (2 séries, 25 números), o seu mais consistente projecto jornalístico‐literário nasce no início de 1886, tendo Barros Lobo composto e impresso os três primeiros números. Por esta altura, traduz diversos contos de Guy de Maupassant.
Em 1887 surge, finalmente, o seu primeiro livro de crónicas, "Viagens no Chiado", começando nesse mesmo ano a traduzir a monumental "A Comédia Humana", de Balzac. 
Edita, no ano de 1889, mais uma revista de duração efémera: "A Má‐Língua"(2 números). Os livrinhos de contos "A Musa Loira" e "Contos Imorais", bem como o segundo livro de crónicas, "Do Chiado a S. Bento", continuação do primeiro, saem em 1890. Ainda haverá tempo, no ano seguinte, para o renascimento do beluário da palavra, publicando mais uma revista de curta duração, "A Cega‐Rega" (2 números). Sensivelmente por esta altura, trabalha num ensaio histórico, encomenda do rei D. Carlos, assinante d’"A Cega‐Rega", sobre o período da restauração e intitulado "O Senhor Duque", projecto este que não concluirá, sendo somente do conhecimento público o seu prefácio, disponibilizado pelo filho José Maria a Carlos Sombrio e reproduzido integralmente na biografia deste sobre o Autor de "A Musa Loira".
Faleceu Beldemónio com apenas 36 anos de idade. No dia do seu funeral, para além da mulher e do irmão, alguns, poucos, amigos, acompanham o féretro do malogrado escritor da sua residência à Rua dos Anjos, nº 64 (então nº 180) até ao cemitério do Alto de S. João. O silêncio que envolveu o Beldemónio das crónicas cintilantes, só será quebrado em 1902 com a edição póstuma de um terceiro livro de crónicas políticas e outras, intitulado "A Volta do Chiado", e em 1917, através da publicação conjunta dos seus livros de contos "A Musa
Loira/Contos Imorais", com um importantíssimo prefácio de Albino Forjaz de Sampaio.
Em 1942, o já mencionado Carlos Sombrio publicou a biografia de Beldemónio e, em 2008, Jorge Costa Lopes organizou uma antologia do autor, intitulada "Jornal de um Artista", edição da Câmara Municipal de Gouveia, concelho natal de Beldemónio.

## Obras
Periódicos
- As Vespas (Porto, nº 1, de Outubro de 1879, Tip. Central)
- Vespas (Porto, nºs 1 a 3, 1880, Livraria de Ernesto Chardron e Tip. de António J.S.Teixeira)
- O Mandarim (Lisboa, nºs 1 a 38, 1881)
- O Mandarim (II Série, Lisboa, nº 1-2, 1883)
- O Arauto (Lisboa, nºs 1 a 25, 1886, Tipografia do Arauto)
- A Má-Língua (Lisboa, nºs 1-2, 1889, Tipografia da Má-Língua)
- A Cega-Rega (Lisboa, nºs 1-2, 1891, Tipografia Elzeviriana)

Livros
- Viagens no Chiado (Porto, Barros & Fºs., Editores, 1887)
- Do Chiado a S. Bento (Porto, Livraria Portuense de Lopes & Cª., 1890)
- A Musa Loira (Lisboa, Eduardo de Barros Lobo, editor, 1890)
- Contos Imorais (Lisboa, Eduardo de Barros Lobo, editor, 1890)
- A Volta do Chiado (Lisboa, Parceria António Maria Pereira, 1902)
- A Musa Loira : Contos Imorais (2ª edição, Lisboa, Guimarães & Cª., 1917)
- Jornal de um Artista (Gouveia, Câmara Municipal de Gouveia, 2008)

## Traduções
- Alphonse Daudet, Tartarin de Tarascon, Lisboa, Guimarães & Cª., s/d.
- Émile Zola, A Fortuna dos Rougons, Lisboa, Lisboa & Cª., 1881
- Émile Zola, A Taberna, Lisboa, Guimarães Editores, 1957
- Émile Zola, Germinal, Lisboa, Empresa Literária Luso-Brasileira, 1885
- Émile Zola, O Fuzilado, Lisboa, Tip. Eduardo Rosa, 1887
- Émile Zola, O Paraíso das Damas, Lisboa, Guimarães & Cª., 1918
- Émile Zola, O Romance da Moda, Empresa Literária Luso-Brasileira Editora, 1883 (2 vols.)
- Émile Zola, O Sr. Ministro, Lisboa, Guimarães & Cª., s/d
- Guy de Maupassant, A Sereia, Lisboa, Guimarães & Cª., s/d
- Guy de Maupassant, A Pesca do Árabe in O Fuzilado de Émile Zola
- Honoré de Balzac, A Musa do Departamento, Lisboa, Escritório da Empresa, 1887
- Honoré de Balzac, A Vendetta, Lisboa, 1887
- Honoré de Balzac, Esplendores e Misérias das Cortesães, 2ª edição, Lisboa, Guimarães & cª, s/d
- Honoré de Balzac, A Última Incarnação de Vautrin (seguido de Um Príncipe da Boémia), Lisboa, Tip. do Diário Ilustrado, 1888;
- Honoré de Balzac, Ilusões Perdidas, Barcelona, Mediasat Group, SA, (Colecção Os Grandes Génios da Literatura Universal nº 6), 2004
- Honoré de Balzac, O Tio Goriot, Lisboa, Tip. do Diário Ilustrado, 1889
- Honoré de Balzac, Um Começo de Vida, Lisboa, Guimarães Editores, 1907
- Honoré de Balzac, Um Conchego de Soltirão, Lisboa, 1887